# Margarita Michelena
Margarita Michelena (en español: ⓘ) (Pachuca de Soto, Hidalgo, 21 de julio de 1917 -  Ciudad de México, 27 de marzo de 1998) fue una poeta, crítica literaria, periodista y traductora mexicana. Fue fundadora del diario El Cotidiano; directora de El Libro y el Pueblo, Respuesta, La Cultura en México y Cuestión, y editora de Novedades y Excélsior. También trabajó como guionista para la XEW y como conductora en XEMX Radio Femenina.

## Biografía
Hija de Leopoldo Chillón y Benita Rita Michelena (españoles), quienes vivieron en Francia antes de emigrar a México.[cita requerida]
Michelena llevó algunos cursos en la Facultad de Filosofía y Letras de la Universidad Nacional Autónoma de México. Inició su carrera literaria en la revista América, en ese entonces bajo la dirección de Efrén Hernández, escritor, poeta, dramaturgo y guionista mexicano también del siglo XX. Fue contemporánea de Emma Godoy, Griselda Álvarez y Guadalupe Amor. Incluso colaboró en publicaciones nacionales y extranjeras, como Examen, México en la Cultura; Américas, de la Unión Panamericana de Washington; Casa de la cultura, de Ecuador, entre otros. El 25 de junio de 1949 se casó con el pintor nayarita Eduardo Cataño.
Hasta el año de 1962 fue directora de la revista literaria El libro y el Pueblo, parte de la Secretaría de Educación Pública (SEP). También dirigió la revista política Respuesta, y para el año de 1967 la nombraron directora general del Departamento de Información de Turismo. En 1978 constituyó Editorial Ara, S.A., para dar vida al periódico vespertino Cuestión, con el cual reunió a diversas escritoras y periodistas, con el objetivo de crear el primer diario a nivel mundial hecho únicamente por mujeres, y cuyo primer número salió a la venta el 21 de enero de 1980, con un tiraje de 5000 ejemplares que se distribuían en la Ciudad de México. Su lema era: «La expresión de la mujer en la noticia». Más adelante, colaboró para el periódico Excélsior, y para la revista Siempre!, en la cual dirigió un apartado titulado "La cultura en México". 
La obra poética de Margarita, fue publicada durante su trayectoria como periodista, en los libros: Paraíso y nostalgia en 1945, Laurel del ángel en 1948, Tres poemas y una nota autobiográfica en 1953, La tristeza terrestre en 1954, El país más allá de la niebla en 1969, y una antología llamada Reunión de imágenes en 1969. Margarita optó, como algunos de sus contemporáneos, por los temas religiosos.
Se dice que Margarita Michelena se distinguió por una fina sensibilidad y pureza lírica de bien dibujados símbolos poéticos. Figura en antologías de poesía mexicana e hispanoamericana editadas en México, España y Argentina. Octavio Paz dijo que "sus poemas son cristalizaciones transparentes, poemas bien planteados en la tierra, pero movidos por una misteriosa voluntad de vuelo".
A los 80 años tuvo una rara enfermedad que le produjo una parálisis facial, y finalmente murió en la Ciudad de México el 27 de marzo de 1998.

## Obras
Poesía
- Paraíso y nostalgia, Nota de Jesús Sotelo Inclán, Tiras de colores, México, 1945.
- Laurel del ángel, Edit. Stylo, México, 1948.
- Tres poemas y una nota autobiográfica, Ilustr. de Eduardo Cataño, Edit. de la Sociedad de Amigos del Libro Mexicano, núm. 1, México, 1953.
- La tristeza terrestre, portada e ilustr. de Eduardo Cataño, Eds. de la Revista Antológica América, México, 1954.
- El país más allá de la niebla, 1969.
- Reunión de imágenes, antología 1969.

Ensayo
- Notas en torno a la poesía mexicana contemporánea, Editado por la Asociación Mexicana por la Libertad de la Cultura, México, 1959.

Prólogo
- Guadalupe Amor, Poesías completas, Pról. de..., 2ª ed., Ed. Aguilar, México, 1960.